# Jordy Clasie
Jordy Clasie (Haarlem, 1991. június 26.) Holland válogatott labdarúgó, az AZ Alkmaar játékosa.

## Pályafutása
2010. augusztus 15-én debütált az SBV Excelsior csapatánál, miután kölcsönbe került oda a Feyenoord csapatától. Debütálása pont a Feyenoord elleni 3-2-re megnyert mérkőzésen történt, amikor a Alex Pastoor vezetőedző kezdőként küldte pályára, majd a 75. percben lecserélte és pályára küldte Jerson Ribeirót. 2011. július 31-én debütált a Feyenoord csapatában a spanyol Málaga CF elleni barátságos mérkőzésen. A szurkolók körében hamar közönség kedvencé vált. Hazájában a "holland Xavinak" nevezik a játékstílusa miatt.

## Válogatott
2010 novemberében két hónappal azután, hogy debütált a SBV Excelsior együttesében, behívott kapott a Holland U21-es labdarúgó-válogatottba. 2012 februárjában Bert van Marwijk a Holland labdarúgó-válogatott szövetségi kapitányának a 2012-es labdarúgó-Európa-bajnokságra behívandó játékosok közé nevezte meg, de később kiderült, hogy nem utazhatott a válogatottal az Európa-bajnokságra. Louis van Gaal 23 fős keretébe már ott volt, akik a világbajnokságra utaznak Brazíliába.

## Statisztika

### Klub
2014. május 3. szerint.
| Klub teljesítménye | Klub teljesítménye | Klub teljesítménye | Bajnokság | Bajnokság | Kupa     | Kupa     | Nemzetközi | Nemzetközi | Egyéb    | Egyéb | Összesen | Összesen |
| Szezon             | Klub               | Bajnokság          | Mérkőzés  | Gólok     | Mérkőzés | Gólok    | Mérkőzés   | Gólok      | Mérkőzés | Gólok | Mérkőzés | Gólok    |
| Hollandia          | Hollandia          | Hollandia          | Bajnokság | Bajnokság | KNVB Cup | KNVB Cup | UEFA       | UEFA       | Egyéb    | Egyéb | Összesen | Összesen |
| ------------------ | ------------------ | ------------------ | --------- | --------- | -------- | -------- | ---------- | ---------- | -------- | ----- | -------- | -------- |
| 2010–11            | Excelsior          | Eredivisie         | 32        | 2         | 2        | 0        | –          | –          | 2        | 0     | 36       | 2        |
| 2011–12            | Feyenoord          | Eredivisie         | 33        | 3         | 3        | 0        | –          | –          | –        | –     | 36       | 3        |
| 2012–13            | Feyenoord          | Eredivisie         | 33        | 2         | 2        | 0        | 4          | 0          | –        | –     | 38       | 2        |
| 2013–14            | Feyenoord          | Eredivisie         | 32        | 1         | 3        | 0        | 2          | 0          | –        | –     | 37       | 1        |
| Összesen           | Hollandia          | Hollandia          | 130       | 8         | 10       | 0        | 6          | 0          | 2        | 0     | 148      | 8        |
| Karrier összesen   | Karrier összesen   | Karrier összesen   | 130       | 8         | 10       | 0        | 6          | 0          | 2        | 0     | 148      | 8        |

### Válogatott
2014. július 13. szerint.
| Hollandia | Hollandia  | Hollandia |
| Évek      | Mérkőzések | Gólok     |
| --------- | ---------- | --------- |
| 2012      | 2          | 0         |
| 2013      | 4          | 0         |
| 2014      | 4          | 0         |
| Összesen  | 10         | 0         |

## Sikerei, díjai

### Klub
- Feyenoord
  - Holland szuperkupa: 2018
- Club Brugge
  - Belga bajnok: 2017–18

### Válogatott
- Hollandia
  - Labdarúgó-világbajnokság
    - bronzérmes: 2014